# Karl Troßmann
Karl Trossmann, né le 26 décembre 1871 à Wurtzbourg et mort le 24 novembre 1957 à Nuremberg, est un homme politique allemand.

## Biographie
Après la Première Guerre mondiale, Trossmann adhère au Parti populaire bavarois (BVP). De 1919 à 1924, il est membre du Landtag de Bavière. Plus tard, il devient secrétaire général du BVP en Moyenne-Franconie.
Lors des élections législatives allemandes de décembre 1924, il est candidat de son parti pour être député du Reichstag. Il se présente de nouveau aux élections de 1928 et est élu député de la 26e circonscription (Franconie). Son mandat parlementaire est renouvelé à quatre reprises, en septembre 1930, en juillet et novembre 1932, en mars 1933. Il est ainsi député du Reichstag de décembre 1924 à novembre 1933. Il vote pour la loi allemande des pleins pouvoirs de 1933, malgré son opposition claire au nazisme, la dénonciation de la violence et leur absence de solutions à la crise. Les motifs de son approbation ne sont pas claires, il est probable, cependant, qu'il était d'accord, comme les autres conservateurs, espérant ainsi « éviter le pire ».
En 1932, il avait publié le livre polémique Hitler und Rom. Gottfried Feder obtient la suppression d'un paragraphe. Finalement, le livre est saisi et détruit. Lors de la saisie après les nazis du pouvoir, les copies restantes du livre sont détruits après une perquisition chez Troßmann. En juin 1933, il est placé un temps en détention préventive dans le cadre d'une action contre le BVP. Après la fin de sa carrière politique, il dirige une entreprise d'import de tabac jusqu'à la révocation de son permis de commerce en octobre 1935. Il se retrouve sans revenus, en 1938 il trouve un emploi de machiniste dans l'usine MAN de Nuremberg.

## Source de la traduction
- (de) Cet article est partiellement ou en totalité issu de l’article de Wikipédia en allemand intitulé « Karl Troßmann » (voir la liste des auteurs).